# وي
وي (بالإنجليزية: Wii؛ باليابانية: ウィー) هو خامس نظام ألعاب فيديو أطلقته شركة نينتندو، وهو خليفة نظام نينتندو جيم كيوب القادر على تشغيل وقراءة جميع ألعاب الأخير الرسميّة. ووضحت نينتندو بأنها تهدف إلى تقديم وي إلى فئات عمرية أكثر من تلك التي لدى مايكروسوفت بجهازها إكس بوكس 360 وسوني بجهازها بلاي ستيشن 3. يتنافس وي مع هذين الجهازين بوصفه جزءًا من الجيل السابع من أنظمة ألعاب الفيديو. ومنذ تاريخ 31 ديسمبر 2008، تفوّق هذا الجهاز على جهازيّ إكس بوكس 360 وبلاي ستيشن 3 من حيث نسبة المبيعات حول العالم.
عصا التحكم اللاسلكية، وتدعى «وي ريموت» (بالإنجليزية: Wii Remote)‏، يمكن استخدامها كجهاز تأشير بالإضافة إلى جهاز قياس التسارع في ثلاثة أبعاد. لذا يمكن استخدام الريموت كمقود لسيارة أو صنارة صيد أو مسدس أو سيف بحسب اللعبة. كما يميز جهاز وي أيضا دعمه للاتصال بالإنترنت من خلال وظيفة «وي كونكت 24» (بالإنجليزية: WiiConnect24)‏ التي تسمح للجهاز باستقبال الرسائل والتحديثات عبر الشبكة وهو في وضع الاستعداد. كما يمكن للجهاز أيضا الاتصال بجهاز نينتندو دي اس.
أعلنت نينتندو عن جهازها هذا للمرة الأولى عام 2004 في مؤتمر إي ثري الصحفي، ومن ثم كشفت النقاب عنه في المعرض ذاته عام 2005، وبعد ذلك بفترة قام ساتورو إواتا بعرض نموذج أوليّ لجهاز التحكّم في معرض طوكيو للألعاب خلال شهر سبتمبر 2005. الجهاز صدر في 8 ديسمبر 2006 بسعر أقل من أجهزة منافسة مثل البلاي ستيشن 3 والإكس بوكس 360،  وفاز بالجائزة الأولى من بين عدد من الجوائز في معرض إي ثري من نفس العام. وبحلول 8 ديسمبر 2006 كان الجهاز قد أطلق في أربعة أسواق رئيسيّة حول العالم.
تلقّى الجهاز قبولا واسعا بعد إطلاقه في معرض إي ثري عام 2006 وفاز بعدد من الجوائز كان أولها جائزة نُقّاد الألعاب (بالإنجليزية: Game Critics Awards)‏ لأفضل عرض وأفضل عتاد صلب، ثم تلاها جوائز أخرى عديدة مثل جائزة الرابح الأكبر الأفضل في التسلية المنزلية (بالإنجليزية: Grand Award Winner in Home Entertainment)‏ التي حصل عليها من مجلة بوبيولار ساينس في عددها الصادر في ديسمبر 2006، وجائزة جولدن جويستيك (بالإنجليزية: Golden Joystick)‏ للابتكار لعام 2007. وفي شهر ديسمبر من سنة 2009 حطم الجهاز الرقم القياسي لأكثر كمية من أجهزة ألعاب الفيديو المباعة خلال شهر.

## التاريخ
ظهر أول تصور للنظام المستخدم في جهاز وي في عام 2001، عندما تم إطلاق أول نسخة من النينتندو جيم كيوب. ووفقاً للقاء مع مصمم الألعاب شيغيرو مياموتو، فإن مبدأ التصميم يعتمد على التركيز على شكل جديد من التفاعل بين اللاعب واللعبة. «لا يمكن أن يتواجد العديد من الأنظمة مع بعضها البعض، وإلا فإن الأمر سيصبح مثل حياة الديناصورات فإنها تتصارع مهددة حياتها وحياة الآخرين».
بعد عامين تم وضع عدد من المهندسين والمصممين مع بعض كفريق عمل للقيام بتحسينات أكثر على التصميم. وفي عام 2005 كان جهاز التحكم قد أخذ شكله ولكن لم يعرض التصميم على العلن في معرض إي ثري لذلك العام، لأن مياموتو قال: «لا زال هناك بعض الأعطال يجب أن تصحح أولاً، لذلك قررنا عدم عرض جهاز التحكم وبدلاً عنه عرضنا فقط النظام». وفي وقت لاحق قام ساتورو إواتا رئيس شركة نينتندو بعرض جهاز تحكم وي على الإعلان في معرض طوكيو للألعاب.
يقال أن نينتندو دي إس أثر كثيراً في تصميم وي. حيث يقول المصمم كينتشيرو أشيدا: «لقد كان الدي إس في أذهاننا أثناء تصميم وي. وفكرنا في نقل فكرة تصميم شاشة اللمس منه بل وحتى أنه لدينا أحد تجارب التصاميم لذلك.» ولكن التجربة تم رفضها بالنتيجة، بسبب أنه يجب أن يكون تصميما كلا الجهازين فريداً. كما أن مياموتو علق على ذلك «إذا ما أخفق الدي إس، فإنه كان يجب علينا إعادة النظر في تصميم وي.» 

### التسمية
تم استخدام اسم «ثورة» (بالإنجليزية: Revolution)‏ (باليابانية: レボリューション) للإشارة إلى نظام وي أثناء مراحل التطوير حتى 27 أبريل 2006. ومباشرة وقبل إي ثري  ووفقاً لشركة نينتندو تم التصريح عن الاسم على الشكل التالي «إن اسم الجهاز هو وي، وليس نينتندو وي.» وبهذا يكون أول جهاز ألعاب منزلي تقول شركة نينتندو بتسويقه خارج اليابان دون إرفاق اسم الشركة باسم المنتج في العلامة التجارية.
تتم كتابة "Wii" بحرفي "i" بالحالة الصغيرة للحرف، حيث أن الحرفين يمثلان شخصين واقفين إلى جانب بعضهما البعض، مما يعبر عن تجمع اللاعبين مع بعضهم البعض.
قدمت الشركة العديد من الأسباب لشرح تسمية الجهاز الجديد ولعل أفضل هذه الأسباب هو:
| وي | إن لفظ كلمة "Wii" يشبه لفظ كلمة 'we' والتي تعني "نحن"، وهذا يعني أن هذه اللعبة هي للجميع. إن اسم وي هو اسم سهل التذكر من قبل مختلف الناس في أنحاء العالم بغض النظر عن لغتهم. لذلك لن يحدث أي ارتباك أو يكون هناك أي حاجة لاختصار الاسم. | وي |

### الإطلاق
أعلنت نينتندو عن إطلاق جهاز وي في 14 سبتمبر 2006 إلى كل من اليابان والأمريكتين الشمالية والجنوبية وأستراليا وآسيا وأوروبا متضمنة تواريخ الإطلاق والأسعار وعدد نقاط البيع، وقد أعلنت أن شحنة العام 2006 الكبرى ستوجه إلى الأمريكتين  وأن 33 لعبة ستكون متوفرة خلال نفس العام. يشار إلى أن المملكة المتحدة قد عانت من نقص كبير في عدد أجهزة وي المتوفرة لديها وقت إطلاقها لسوقها في 8 ديسمبر 2006، وذلك جراء عدم قدرة المتاجر المحلية والإلكترونية على توفير طلبات السوق على الجهاز،  وظل سوق المملكة يعاني من نقص عدد الأجهزة بحسب سجل مارس 2007، كما أن الطلب ظل مرتفعا عليه في الولايات المتحدة بحسب سجل يونيو 2007، وفي كندا فإن منصة وي «تباع فور تواجدها على أرفف محلات التجزئة» بحسب سجل أبريل 2008.
كما وأطلق جهاز وي في كوريا الجنوبية في 26 أبريل 2008, وفي تايوان في 12 يوليو 2008  وسيطلق في الصين في وقت ما خلال 2008.

### المبيعات
| المنطقة         | عدد القطع المباعة | بداية العرض   |
| --------------- | ----------------- | ------------- |
| الأمريكيتيان    | 35,20 مليون       | 30 يوليو 2010 |
| اليابان         | 10,52 مليون       | 30 يوليو 2010 |
| المناطق الأخرى  | 28,24 مليون       | 30 يوليو 2010 |
| في أنحاء العالم | 73.97 مليون       |               |

منذ إطلاق وي في الأسواق ارتفعت أرقام مبيعات وي بالمقارنة مع الأجهزة المنافسة، حيث بيع في الولايات المتحدة الأمريكية عدد من أجهزة وي أكبر من أجهزة إكس بوكس 360 وبلايستايشن 3 في النصف الأول من عام 2007. وهذا ظهر واضحاً بشكل أكبر في السوق الياباني حيث لا زالت حتى اليوم تحقق أعلى نسبة مبيعات بنسبة الضعف  إلى ستة أضعاف  أكثر من الأجهزة الأخرى في إجصائيات البيع الأسبوعية منذ بداية البيع في عام 2007.
في 12 سبتمبر 2007 أوضح تقرير عرض في مجلة فاينانشال تايمز أن وي قد تفوق على إكس بوكس 360، الذي كان قد عرض قبل سنة منه وأصبح في ريادة سوق أجهزة ألعاب الفيديو الحالي بحسب تقارير المبيعات التي أعدتها شركات إنتربراين، إن بي دي، وجي إف كي.
في 15 / 3 /2009 أعلنت آي بي إم عن شحنها للمعالج رقم 50 مليون لمنصة وي. وفي 31 مارس سنة 2010، أفادت شركة نينتندو أنها قد باعت 70.93 وحدة من هذا الجهاز حول العالم، وقد بلغ عدد الأجهزة المباعة في السنة المالية 2009-2010، 20.53 وحدة.

### الفئة العمرية
تأمل نينتندو أن تستهدف فئة عمرية أكثر من التي تستهدفها أجهزة الجيل السابع الأخرى. في مؤتمر صحفي لإطلاق إحدى ألعاب نينتندو دي إس، قال ساتورو إواتا: «نحن لا نفكر بمحاربة سوني، بل بعدد الأشخاص الذين يمكننا جعلهم يلعبون. ما نفكر به بشكل كبير ليس الأنظمة المحمولة، أو الأجهزة، أو ما إلى ذلك، لكننا نريد الحصول على أناس جدد يلعبون الألعاب.» 

## العتاد الصلب

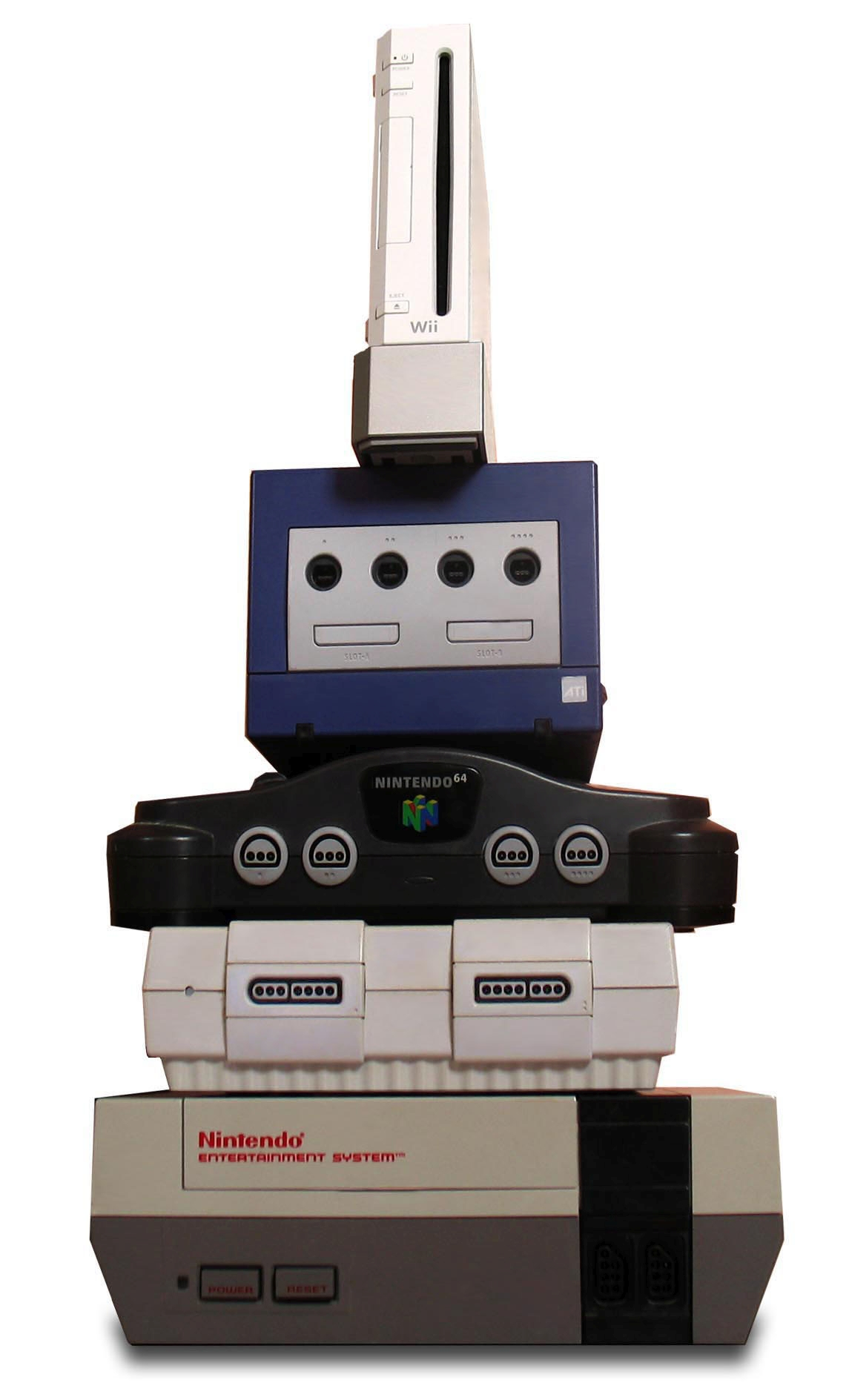
جهاز وي (في الأعلى) مقارنة بحجم نينتندو جيم كيوب، نينتندو 64، سوبر نينتندو إنترتينمنت سيستم، ونينتندو إنترتينمنت سيستم.

يعتبر جهاز وي هو أصغر أجهزة نينتندو المنزلية حتى تاريخ إطلاقه؛ إذ تبلغ أبعاده 44 مم (1.37 إنش) عرضا و215.4 مم (8.48 إنش) طولا و157 مم (6.18 إنش) ارتفاعا إذا ما نُصب في وضع رأسي، وأبعاده تساوي تقريبا 3 علب حفظ لأقراص الدي في دي، كما تبلغ أبعاد قاعدة الجهاز 55.4 مم (2.18 إنش) عرضا و225.6 مم (8.88 إنش) طولا 44 مم (1.73) ارتفاعا. يبلغ وزن الجهاز 1.2 كغم (2.7 باوند)  مما يجعله الأخف وزنا بين أجهزة الجيل السابع الرئيسية الثلاثة. يمكن نصب الجهاز أفقيا أو رأسيا. يبدأ ترقيم إصدار الجهاز وقطعه الأساسية وملحقاته الإضافية بالرمز RVL- نسبة إلى اسم الجهاز "Revolution" لما كان في مرحلة تطويره.
مقدمة الجهاز تظهر على شكل فتحة إدخال اسطوانات مضاءة لجهاز تشغيل الاسطوانات الذي يقبل كلا نوعي الأقراص ذات القياس 12 سم، أقراص وي البصرية، وأقراص نينتندو جيم كيوب البصرية. يضيء الضوء الأزرق بشكل قصير عندما يتم تشغيل الجهاز، كما يضيء بشكل متقطع عند تلقي بيانات من وي كونكت 24. ويبقى الضوء مطفئاً أثناء اللعب أو عند استخدام الميزات الأخرى للجهاز. يوجد مخرجي يو إس بي في خلفية الجهاز، بالإضافة إلى مدخل كرت SD مخبأ تحت الغطاء في مقدمة الجهاز. من الممكن استخدام كرت SD في تحميل الصور بالإضافة إلى أخذ نسخة احتياطية من الألعاب عند مرحلة معينة من اللعب.
تعرض شركة نينتندو جهاز وي بعدة ألوان، الأسود، الفضي، الأخضر اللامع، والأحمر. لكنه حالياً متوفر باللون الأبيض فقط، حيث صرح شيغارو مياموتو أن الألوان الأخرى ستطرح في السوق بعد تسهيل معوقات التزويد.
تضم علبة إطلاق وي في طياتها؛ جهاز وي، والقاعدة التي يُنصب عليها رأسيا، وموازن دائري الشكل للقاعدة، ووي ريموت واحدة، ووصلة نونشك واحدة، ولوح تحسس واحد مع قاعدته، ومحول كهربائي واحد، وبطاريتان قياس AA، ووصلة مولف فيديو مع تحويلة RCA، ومحول سكارت -للمستخدمين في أوروبا (تتوافر مكونات الفيديو الأخرى وتباع منفصلة عن الجهاز)، وكتيب دليل التشغيل، ونسخة من لعبة وي سبورتس (مع الأجهزة المطلقة لكافة الأسواق عدا سوقي اليابان وكوريا الجنوبية).
تخطط نينتندو لإطلاق نسخة مطورة من جهاز وي تتضمن قابلية عرض فيديو الدي في دي باستخدام المحرك البرمجي ساين بلاير سي إي دي في دي نافيجيتور (بالإنجليزية: CinePlayer CEDVD Navigator)‏ المنتج من سونيك سوليوشنز. ورغم أن اللازم لهذا التطوير هو البرنامج فقط، فإن نينتندو تؤكد أن الأمر «يتطلب أكثر من مجرد تطوير برمجي» لتنفيذه وأن تطويرا كهذا لن يتوفر لأجهزة وي الحالية. هذا التطوير كانت قد أعلنت عنه نينتندو في عام 2007، لكنها أخرت تطبيقه لتركز على تصنيع النسخة الحالية من جهاز وي لتلبية الطلب عليه.

### وي ريموت

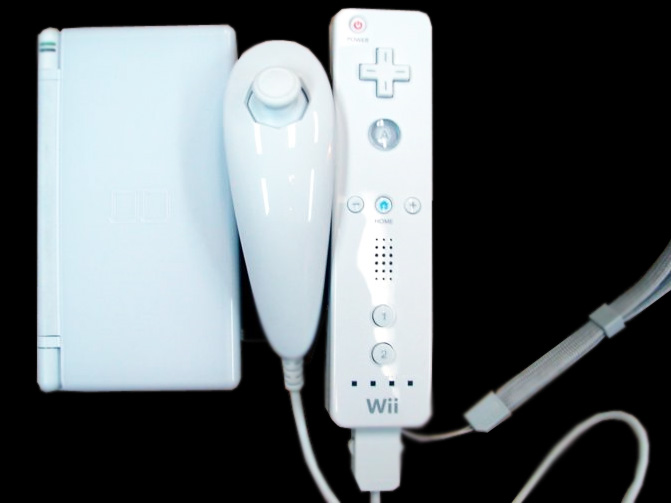
من اليسار لليمين، نينتندو دي إس لايت، نونتشوك، وي ريموت مع حزامه.

وي ريموت هو جهاز التحكم الرئيسي بجهاز وي. ويستخدم مزيج من تقنيتي مقياس التسارع، ومتحسس الأشعة تحت الحمراء ليتحسس موقعه في الفضاء الثلاثي الأبعاد. يسمح هذا التصميم للمستخدمين بالتحكم بالجهاز عن طريق تحريك أجسامهم بالإضافة إلى ضغط الأزرار. يتصل جهاز التحكم مع الجهاز الرئيسي عبر البلوتوث كما يحتوي على مكبر صوت داخلي. كما للمتحكم شريط لتثبيته مع معصم المستخدم بحيث يمنع إسقاط وي ريموت أثناء تحريكه. ورداً على حوادث حصلت بسبب حزام التثبيت فقد قامت شركة نينتندو بعرض استبدال مجاني لأشرطة الأجهزة بتصميم أحدث وأمتن للشريط.

### المواصفات التقنية
قامت نينتندو بنشر بعض التفاصيل المتعلقة بنظام وي، كما أن بعض المعلومات قد تسربت من خلال الصحافة، إلا أن أحداً من هذه المعلومات لم يتم توثيقها بشكل رسمي، حيث غالباً ما تشير إلى أن جهاز وي هو امتداد لتصميم جهاز نينتندو جيم كيوب. بشكل خاص تشير بعض التقارير إلى أن وي هو أقوى بـ 1.5 إلى مرتين من سابقه.
المعالجات:

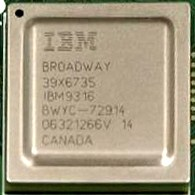
معالج برودواي من آي بي إم.

- معالج: معالج برودواي باور بي سي مصنع بتقنية SOI سيموس 90 نانومتر، بسرعة 729 ميغاهرتز.[83]

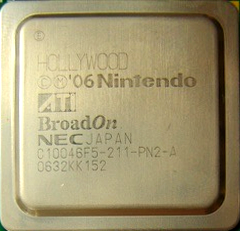
معالج الرسوميات "هوليوود" من ATI.

- وحدة معالجة الرسوميات: ATI هوليوود GPU مصنع بطريقة سيموس 90 نانو متر.[84] بسرعة 243 ميغاهرتز.[83]

ملاحظة: لم يتم تأكيد قيم السرعات للمعالجات المذكورة أعلاه من قبل نينتندو أو أي بي إم أو إي تي أي.
الذاكرة:
- 88 ميغابايت من الذاكرة الرئيسية (تقسم إلى 24 ميغابايت ذاكرة 1T-SRAM داخلية في علبة معالج الرسوميات، 64 ميغا بايت خارجية على شكل [85] GDDR3
- 3 ميغا بايت ذاكرة داخلية هي ذاكرة إكساء و framebuffer.

المنافذ وإمكانيات الوصل:
- من الممكن وصل حتى أربع أجهزة تحكم وي ريموت عبر اتصال بلوتوث
- أربع منافذ لوصل أجهزة تحكم نينتندو جيم كيوب
- فتحتين لكروت ذواكر نينتندو جيم كيوب
- فتحة كرت ذاكرة SD
- منفذي USB من الجيل الثاني 2.0
- منفذ طاقة شريط التحسس
- منفذ الأجهزة الإضافية في قاعدة وي
- لوحة مفاتيح توصل على USB

التخزين:
- ذاكرة وميضية داخلية بحجم 512 ميغابايت
- من الممكن رفع التخزين باستخدام كرت SD حتى 2 غيغابايت
- كرت ذاكرة نينتندو جيم اللازم من أجل حفظ إعدادات الألعاب
- سواقة تحميل أقراص متلائمة مع قرص نينتندو البصري ذو القياس 8 سم.

العرض:
- نظام 480p تحت بيئة عرض (بال/إن تي إس سي)، أو 576i تحت بيئة عرض (بال/سيكام) القياسي بنسبة عرض 4:3 و16:9 ذات الشاشة العريضة.[86]
- منافذ خرج متعددة للمكونات S-فيديو،[87] RGB متلقي مذياع وتلفاز،[88] وفي جي أيه.[89]

الصوت:
- الوحدة الرئيسية: ستيريو دولبي برولوجيك 2.[90]
- وي ريموت: مكبرات صوت داخلية.

الطاقة الكهربائية المستهلكة:
- يستهلك 18 واط عندما يكون في حالة العمل [91]
- يستهلك 1.3 واط في حالة الانتظار [91]

## الميزات
يحتوي الجهاز على العديد من الميزات المبنية فيه ضمن العتاد والبرنامج الثابت. حيث يسمح العتاد بإضافات جديدة من خلال المداخل، بينما يمكن البرنامج الثابت من استقبال التحديثات من خلال خدمة وي كونكت 24.

### قائمة وي

قائمة وي.

صمم نظام تشغيل قائمة وي (بالإنجليزية: Wii Menu؛ نقحرة: وي مينيو)‏ على مبدأ القنوات التلفزيونية. يتم عرض القنوات المختلفة بشكل رسومي على شكل شبكة ويتم التنقل بينها باستخدام ميزة التأشير في وي ريموت. من الممكن تغيير ترتيب القنوات بضغط الأزرار A وB. حيث هناك ست قنوات رئيسية: قناة القرص - قناة مي - قناة الصور - قناة سوق وي - قناة أخبار الطقس - وقناة الأخبار.
لم تكن آخر قناتين موجودتين في أول نسخة عن إطلاق وي ولكن تم إضافتها في التحديثات اللاحقة. وهناك العديد من القنوات التي يمكن إضافتها بتحميلها من قناة سوق وي.

### توافقية الماضي

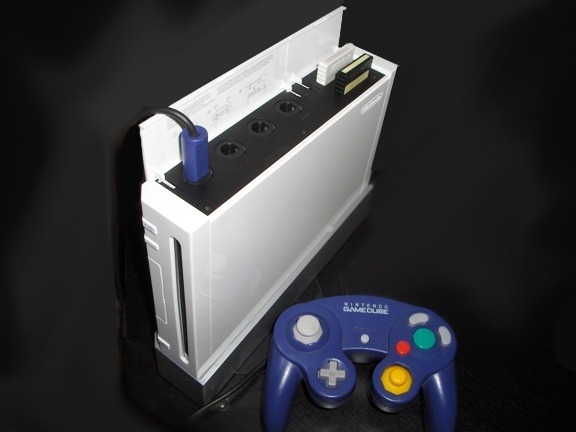
مداخل نينتندو جيم كيوب على السطح العلوي لجهاز وي.

إن جهاز وي متوافق مع جميع برامج أجهزة نينتندو جيم كيوب، بالإضافة إلى كروت ذواكر نينتندو جيم كيوب وأجهزة تحكمه. يتم الحصول على توافقية البرامج من خلال قدرة سواقة الأقراص على تقبل أقراص نينتندو جيم كيوب. يدعم الجهاز المسح التقدمي في عناوين ألعاب جيم كيوب. ومن الممكن وصل الأجهزة الطرفية باستخدام مداخل أجهزة تحكم جيم كيوب الأربعة ومدخلي كروت الذاكرة المتوضعة تحت الغطاء العلوي لجهاز وي. كما أن الجهاز ممكن وصله مع جيم بوي أدفانس باستخدام وصلة جيم بوي أدفانس، والتي تستخدم بنفس طريقة وصل جيم كيوب.

### قابلية وصل نينتندو دي إس
يدعم نظام وي قابلية الوصل اللاسلكي مع نينتندو دي إس بدون استخدام أي معدات إضافية. يمكن هذا الوصل المستخدم من استخدام مكبرات صوت نينتندو دي إس وشاشة اللمس كجهاز إدخال لجهاز وي. كما من الممكن لجهاز وي توسيع ألعاب نينتندو دي إس.

### الوصل على الإنترنت
من الممكن لجهاز وي أن يتصل على شبكة الإنترنت باستخدام مدخل 802. 11b/g واي فاي أو عن طريق مدخل يو إس بي محول للإنترنت مما يسمح للاعبين باستخدام خدمة إتصال واي-فاي نينتندو.

### مراقبة أبوية
يحتوي جهاز وي على خاصية مراقبة أبوية والتي تستخدم لمنع المستخدمين الصغار من اللعب بالألعاب التي تكون مصممة لأشخاص أكبر من سنهم. عند تحميل أي لعبة في وي، فإن النظام سيقرأ تقييم المحتويات المسجل في بيانات اللعبة، وإذا كان هذا التقييم أكبر من العمر المسموح المسجل في النظام، فلن تحمل اللعبة قبل إدخال كلمة السر المخصصة بالنظام. من الممكن للمراقبة الأبوية أن تحجب الاتصال بالإنترنت، مما يسمح بحجب المواقع والقنوات على شبكة الإنترنت. لكن خاصية المراقبة الأبوية لا تعمل عند اللعب بألعاب مصممة للعمل على جيم كيوب، بسبب اختلاف تصميم البيانات فيها عن أقراص وي.

## البرامج

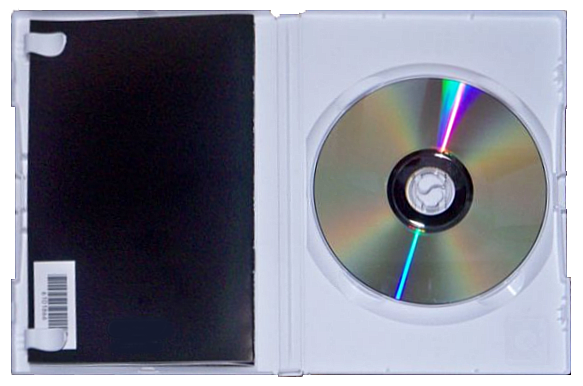
قرص وي البصري.

يتم بيع برامج وي على شكل أقراص نينتندو البصرية الشبيهة بالدي في دي التي يكون لها علبة بلاستيكية حافظة مع التعليمات المتعلقة بها. في النسخة الأوروبية، يوجد على هذه العلب مثلث مطبوع على منتصف أسفل الورقة في طرف الصندوق. تستخدم ألوان هذا المثلث للتعريف بالمنطقة التي وجه لها البرنامج واللغات التي يعمل بها، حيث أن جهاز وي يدعم خاصية منع المناطق.
انتشرت ألعاب سلسلة الوي التي تتضمن وي سبورتز، وي بلاي، وي فت، وي تشيس، ووي ميوزك بشكل كبير لتصبح أحد أشهر البرامج في تاريخ ألعاب الفيديو، حيث تم بيع ما يزيد على 80 مليون نسخة منها مجتمعة.
بالإضافة إلى ذلك، هناك العديد من الألعاب مثل بوكيمون، سوبر ماريو، ذي ليجند أوف زيلدا وغيرها قد تم إصدارها للعمل على أجهزة وي. حصلت نينتندو على الكثير من الدعم من شركات مثل يوبي سوفت، سيجا، سكوير إنكس، إلكترونيك آرتس، كابكوم وغيرها لتطوير الكثير من الألعاب خصيصاً لجهاز وي أكثر من البلاي‌ ستيشن 3 أو الإكس بوكس 360.
في عام 2009، تخطط نينتندو إطلاق سلسلة نيو بلاي كونترول!، والتي هي عبارة عن مختارات من ألعاب غيم كيوب المحسنة، مثل مترويد برايم، وبيكمين.

## القبول والنقد
بعد عرضها في معرض E3 سنة 2006 عرفت إقبال كبير وحصلت السنة التالية في نفس المعرض على جائزة جولدن جويستيك.
النجاح في جميع أنحاء العالم جذب انتباه المبرمجين، بل ان البعض اعتذر عن نوعية الألعاب التي تم إصدارها أول مرة للوي. مبرمجي يوبي سوفت اعترفوا بأنهم قد ارتكبوا خطأ في التسرع في إطلاق عناوينها، ووعدوا إتخاذ العمل في المشاريع المقبلة بأكثر جدية.
في الوقت نفسه، ظهرت العديد من الانتقادات لنظام وي ريموت وجهاز وي. حيث صرح جيف جيرستمان وهو محرر سابق في جيم سبوت، أن صوت جهاز التحكم ضعيف جداً. بينما انتقد رئيس شركة فاكتور 5 صوت الجهاز على أنه ليس متوافقاً مع التطورات الحاصلة في تقنية الصوت للأجهزة المعاصرة له.
يتطلب استخدام جهاز وي الكثير من الطاقة العضلية للجسم أكثر من الأجهزة الأخرى. فقد عانى بعض اللاعبين من وجع في المعصم من ضربات التنس  كما أوضحت دراسة نشرت في مجلة الطب البريطاني (بالإنجليزية: British Medical Journal)‏ أن مستخدمي جهاز وي يحتاجون لطاقة أكبر من اللعب بالأجهزة الأخرى، إلا أنه قد يكون مفيداً في عملية تخفيف الوزن، ولكنه ليس بديلاً كاملاً عن التمارين الرياضية الأخرى.

## وصلات خارجية
- الموقع الرسمي العالمي
- WiiPod - مدوّنة عربية عن أخبار الوي وألعاب الوي
- وي في مشروع الدليل المفتوح